# Vlag van Charente

Vlag van Charente

De vlag van Charente is de niet-officiële vlag van het Franse departement Charente. Net als de meeste andere departementen van Frankrijk heeft Charente geen officiële vlag, maar wordt de hier rechts afgebeelde vlag op niet-officiële wijze gebruikt. De vlag is afgeleid van het wapen van dit departement.
De vlag bestaat uit aan de bovenkant een donkerblauwe achtergrond met drie gouden fleur-de-lis, met bovenaan bevindt zich een witte barensteel. Aan de onderkant bevindt zich een patroon van rode en gele ruiten. In het midden van de vlag toont een golvende witte lijn met over het twee gedeeltes.
Het ontwerp combineert het wapen van de familie Valois-Angoulême met dat van de familie Taillefer. De golvende lijn stelt de rivier de Charente voor. De vlag is geïnspireerd op het ontwerp van het wapen dat in 1950 is voorgesteld door Robert Louis.
Naast deze vlag is er een logovlag in gebruik.

Wapen van het huis Valois-Angoulême
Wapen van het huis Taillefer
Logovlag (variant 1)
Logovlag (variant 2)